# Yakaze
Lo Yakaze (矢風? lett. "Vento/sibilo di una freccia in volo") è stato un cacciatorpediniere della Marina imperiale giapponese, quinta unità appartenente alla classe Minekaze. Fu varato nell'aprile 1920 dal cantiere navale di Nagasaki.
Servì in prima linea nel corso degli anni venti e dei primi anni trenta, quindi nel 1937 divenne la nave controllo della nave scuola Settsu, ancorata a Kure. Durante la seconda guerra mondiale non partecipò ad alcuna operazione, bensì rimase nei principali porti militari del Giappone (oltre a Kure, anche Yokosuka e Ominato) dapprima a fianco della Settsu, poi dalla primavera 1942 in veste di nave bersaglio per gli equipaggi dei gruppi aerei imbarcati. Convertito nel gennaio 1945 in pattugliatore, rimase danneggiato il 18 luglio durante un bombardamento a Yokosuka e si adagiò nella rada. Nel 1947 fu recuperato e demolito.

## Servizio operativo

### Costruzione
Il cacciatorpediniere Yakaze fu ordinato nell'anno fiscale edito dal governo nipponico nel 1917. La sua chiglia fu impostata nel cantiere navale di Nagasaki, gestito dalla Mitsubishi, il 18 agosto 1918 e il varo avvenne il 10 aprile 1920; fu completato il 19 luglio dello stesso anno. Fino ai primi anni 1930 operò nelle divisioni cacciatorpediniere, quando fu rimpiazzato dai più recenti esemplari classe Fubuki.

### Anni trenta e seconda guerra mondiale
Nel corso del 1937 lo Yakaze fu selezionato per divenire nave controllo della vecchia nave da battaglia Settsu, a sua volta riclassificata da tempo come unità d'addestramento. Il cacciatorpediniere fu privato dei tubi lanciasiluri, delle mine e di due cannoni da 120 mm per fare posto a numerose apparecchiature radio. Assegnato al 2º Distretto navale con quartier generale a Kure e sotto il comando del capitano di corvetta Masao Takahashi, si trovava in esercitazione nel Mare interno di Seto al momento dell'attacco di Pearl Harbor. Il 4 aprile 1942 entrò nell'arsenale di Kure per la prevista conversione in nave bersaglio, che richiese un mese di lavori e che fu ufficializzata il 20 luglio. Lo Yakaze perse tutte le armi originali e due caldaie, sì che la potenza sviluppabile fosse di 11 260 shp e la velocità massima di 24 nodi; in compenso acquisì quattro cannoni Type 96 da 25 mm L/60, distribuiti a coppie, e un cannone singolo Type 3 da 76 mm L/40. Infine i fumaioli (di nuovo modello e con diametro più piccolo), il ponte di comando e le sovrastrutture ricevettero una sottile corazzatura.
A cominciare dal 20 maggio lo Yakaze rimase di stanza a Yokosuka e fu spesso in mare, nella baia di Tokyo, durante intensive simulazioni di bombardamento e attacchi con aerosiluranti, condotti dagli equipaggi delle portaerei. Dopo che il comandante Takahashi fu rimpiazzato dal capitano di fregata Takeyoshi Dobashi, lo Yakaze si ormeggiò alla base militare di Ominato il 28 giugno, dove ripresero le esercitazioni. Il 10 luglio passò agli ordini del capitano di corvetta Shigeo Aono. Per il resto del conflitto il servizio dello Yakaze non è noto nel dettaglio. Si sa, però, che nel gennaio 1945 tornò in arsenale e fu trasformato in pattugliatore: riebbe indietro due pezzi Type 3 da 120 mm in postazioni singole, un impianto lanciasiluri da 533 mm e un ricco armamento contraereo (cinque installazioni binate di Type 96, più due altri pezzi da 25 mm su affusto individuale). Infine montò a poppa quattro lanciatori di bombe di profondità, di cui a bordo ve ne erano trentasei. Il 18 luglio 1945 si trovava a Yokosuka quando la zona fu colpita da una massiccia incursione aerea statunitense: le vecchie piastre dello scafo non resistettero alle onde urto di varie bombe, cadute vicine, e lo Yakaze si allagò lentamente, adagiandosi su bassi fondali.

## Destino finale
Lo Yakaze rimase semisommerso anche dopo la fine della guerra, quando fu consegnato alle autorità occupanti. Il 15 settembre 1945 fu depennato dai registri della Marina imperiale; rimesso a galla, fu demolito durante il 1947.